# Університет Ніцци
Університет Ніцци–Софія Антиполіс (фр. Université de Nice Sophia-Antipolis) — університет, розташований в Ніцці (Франція) і її околицях. Заснований у 1965 році. До складу університету входить 8 факультетів, 2 інститути та інженерна школа.

## Історія
Історія навчального закладу починається з XVII століття, коли в місті була заснована юридична школа. Проте офіційною датою заснування університету як мультидисциплінарного навчального закладу є 1965 рік.
У 1989 році, до назви «Університет Ніцци » було додано назву Софія Антиполіс, щоб показати зв’язки, які пов'язують університет із розташованим неподалік технологічним парком Софія Антиполіс, створеним за зразком американської Кремнієвої долини.